# Tésis
Tésis ou Thésis (em grego:  Θεσις, "criação"), na mitologia grega, era a deusa primordial da criação, identificada as vezes com Fusis (a natureza). Era a forma primogênita da titânide Tétis, a embaralhada mistura de elementos da qual nasceu toda a criação, ou de Métis, a deusa que foi devorada por Zeus, muito embora as características de ambas as divindades tenham se afastado do conceito de primeira criação. Não teve progenitores, pois surgiu no começo do universo. Segundo a teogonia órfica, foi mãe de Chronos e Ananque com Hidros, e de Poros e Penia ou Cairos e Tecmor. Tésis só aparece nas teogonias mais antigas, pois os órficos a descartaram, junto de Chronos e Ananque, para introduzir Fanes, o protogênico.